# Yoshiaki Maruyama
Yoshiaki Maruyama (Tokio, 12 oktober 1974) is een voormalig Japans voetballer.

## Carrière
Yoshiaki Maruyama speelde tussen 1997 en 2010 voor Yokohama F·Marinos, Montedio Yamagata, Albirex Niigata, Vegalta Sendai, Nagano Parceiro, Chonburi FC en Thai Port FC.